# Alepocephalus owstoni
Alepocephalus owstoni är en fiskart som beskrevs av Tanaka, 1908. Alepocephalus owstoni ingår i släktet Alepocephalus och familjen Alepocephalidae. IUCN kategoriserar arten globalt som livskraftig. Inga underarter finns listade i Catalogue of Life.